# バンガロール・スタジアム
バンガロール・スタジアム（Bangalore Stadium）は、インドカルナータカ州ベンガルール(バンガロール)にある多目的スタジアム。収容人数は15,000。

## 概要
ニューデリー、コルカタと共にサッカーインド代表の試合が開催されるスタジアムである。このスタジアムでは2006年10月11日に、AFCアジアカップ2007最終予選の インド対 日本戦が開催された。
また、2006年の AFCユース選手権のメイン会場ともなった。
2014年3月に、2013–14 Iリーグのシーズン終了後にスタジアムが取り壊され、その跡地に新しいスタジアムが建設されることが発表された。

## 開催大会
- AFCユース選手権（2006年）